# أحب كل اللعب (سلسلة روايات)
أحب كل اللعب  هي سلسلة روايات يابانية عن رياضة الريشة الطائرة. تم تحويلها لمسلسل أنمي من قبل نيبون أنيميشن وأو إل إم في أبريل 2022.